# У арабского кофейного дерева

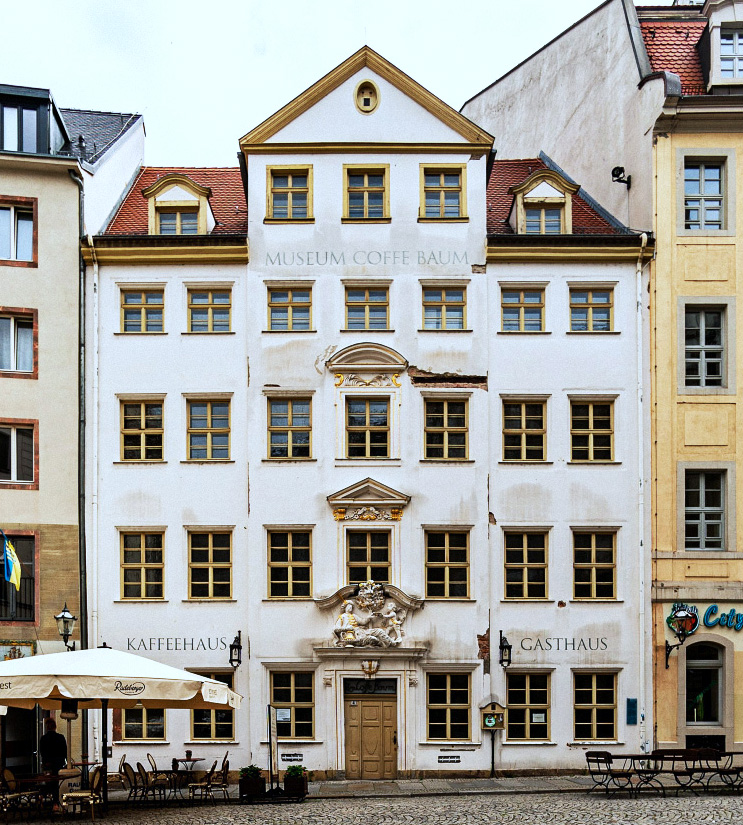
Фасад лейпцигского кафе «Цум арабишен кофе баум»

«У арабского кофейного дерева» (нем. Zum Arabischen Coffe Baum — «У арабского кофейного дерева»), также «Цум арабишен кофе баум» — старинная кофейня в Лейпциге, памятник культуры и искусства. Находится на улице Клайне-Флайшергассе, 4 (нем. Kleine Fleischergasse).

## История

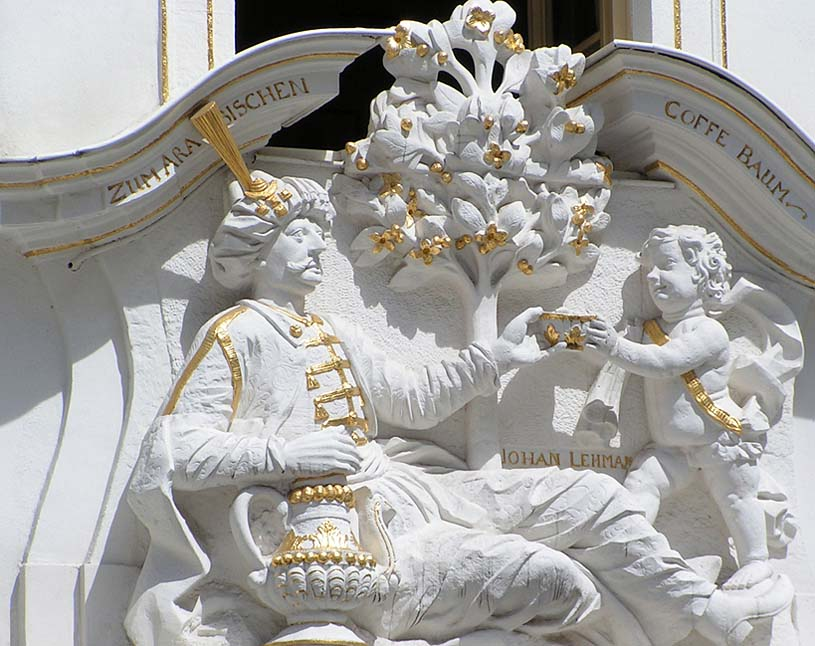
Деталь барочной вывески

Своим названием кофейня обязана своей необычной вывеске в стиле барокко, созданной в 1720 году, на которой житель Востока подносит путто чашу с кофе, что символизирует подарок, который преподнёс Восток Западу. Первое упоминание здания относится к 1556 году. Вместе с парижским кафе «Прокоп» эта лейпцигская кофейня соперничает за звание старейшего кофейного заведения Европы. В соответствии с сохранившимися документами кофе здесь подают с 1711 года. Кофейня служила местом встреч многих знаменитостей. С 1833 года здесь за Робертом Шуманом и его коллегами-музыкантами был закреплён отдельный столик.
В наши дни на нескольких этажах здания располагаются ресторан и несколько залов кафе (арабский, венский и французский). Здесь можно отведать в том числе знаменитые «лейпцигские жаворонки». Помимо гастрономического назначения здание выполняет функцию музея, являясь филиалом Музея истории города Лейпцига. Музейная экспозиция посвящена истории кофе в Лейпциге. В 16 залах музея разместились экспонаты, повествующие об истории культуры приготовления и потребления кофе: кофемолки, мейссенский кофейный фарфор, кофейные чашки, ростеры и посуда для приготовления кофе.
В связи с реставрационными работами кафе Zum Arabischen Coffe Baum закрыто до лета 2024 года.